# Silikat-Perowskit
Silikat-Perowskite sind Magnesium-Eisen-Calcium-Silikate mit Perowskit-Struktur, die nur bei Drücken von über 24 Gigapascal (bzw. 236.000 Atmosphären) entstehen und als Tiefengesteine (Plutonite) etwa 80 % des unteren Erdmantels ausmachen.
Silikat-Perowskite kommen im tiefen Erdinneren als Magnesium-Eisen-Silikat und als Calcium-Silikat vor und können auch einige Massenprozent Aluminium enthalten. Die chemische Zusammensetzung des Magnesium-Eisen-Silikats liegt vermutlich nahe am Mg-reichen Ende der Mg–Fe-Mischreihe, das seit 2014 den offiziellen Namen Bridgmanit trägt. 2018 wurde ein CaSiO3-Perowskit in einem Diamanten aus der südafrikanischem Cullinan-Kimberlit-Mine gefunden.

## Bridgmanit
Bridgmanit gilt als das am häufigsten vorkommende Mineral der Erde – mehr als ein Drittel des Volumens der Erde soll aus diesem Mineral bestehen. Es findet sich jedoch nicht an der Erdoberfläche. Es wurde erstmals 2014 im Tenham-Meteoriten gefunden, der 1879 nahe der Tenham-Station in Queensland, Australien niederging. Benannt ist das Mineral nach dem Physik-Nobelpreisträger Percy Bridgman.

## Eigenschaften
2008 fand man heraus, dass Silikat-Perowskite auch bei hohem Druck für optisches Licht und für Wärmestrahlung durchlässig sind, daher der Wärmefluss vom Erdkern in den Erdmantel hoch ist und die Temperatur in 2900 km Tiefe eher 4000 °C als 3000 °C beträgt.